# لوك واتسون (عداء سريع)
لوك واتسون (بالإنجليزية: Luke Watson) هو عداء سريع بريطاني، ولد في 19 نوفمبر 1957.

## وصلات خارجية
- لوك واتسون على موقع الاتحاد الدولي لألعاب القوى (الإنجليزية)
- لوك واتسون على موقع أوليمبيديا (الإنجليزية)